# Saison 2016-2017 de l'AC Ajaccio
 (février 2017).
Si vous disposez d'ouvrages ou d'articles de référence ou si vous connaissez des sites web de qualité traitant du thème abordé ici, merci de compléter l'article en donnant les références utiles à sa vérifiabilité et en les liant à la section « Notes et références ».
Chronologie
Saison précédente Saison suivante
La saison 2016-2017 de l'AC Ajaccio, club de football français, voit le club évoluer en championnat de France de football de Ligue 2 ou en National.

## Compétitions

### Ligue 2
Calendrier des matchs de Ligue 2 de l'AC Ajaccio

### Classement
| Rang | Équipe                 | Pts | J  | G  | N  | P  | Bp | Bc | Diff |
| ---- | ---------------------- | --- | -- | -- | -- | -- | -- | -- | ---- |
| 9    | GFC Ajaccio R          | 51  | 38 | 13 | 12 | 13 | 47 | 51 | −4   |
| 10   | Chamois niortais FC    | 49  | 38 | 12 | 13 | 13 | 45 | 57 | −12  |
| 11   | AC Ajaccio             | 48  | 38 | 13 | 9  | 16 | 47 | 58 | −11  |
| 12   | Clermont Foot 63       | 46  | 38 | 11 | 13 | 14 | 46 | 48 | −2   |
| 13   | FC Sochaux-Montbéliard | 46  | 38 | 11 | 13 | 14 | 38 | 43 | −5   |